# Hatsukaze
Le Hatsukaze (初風) (Premier vent) était un destroyer de classe Kagerō en service de la Marine impériale japonaise pendant la Seconde Guerre mondiale.

## Historique
Après l'attaque de Pearl Harbor, le Hatsukaze rejoint la 16e Division de destroyer (« Desdiv 16 ») et est membre du 2e Escadron de destroyer (« Desron 2 ») de la 2e Flotte. Il est déployé à Palaos, escortant le porte-avions Ryūjō et le mouilleur de mines Yaeyama (en) pour l'invasion du sud des Philippines.
Début 1942, il participe à l'invasion des Indes orientales néerlandaises, accompagnant les forces d'invasion à Manado, Kendari et Ambon en janvier et à Makassar, Timor et Java en février. Les 28 et 29 février, le Hatsukaze et l'Escadron participent à première bataille de la mer de Java, prenant part à une attaque à la torpille sur la flotte Alliée. Au mois de mars, l'Escadron est engagé dans des opérations de lutte anti-sous-marine en mer de Java. Fin mars, il escorte la Force japonaise lors de la bataille de l'île Christmas, puis revient à Makassar. Fin avril, le navire entre en carénage à l'Arsenal naval de Kure pour une révision le 3 mai.
Le 21 mai 1942, l'Escadron et le Hatsukaze quittent Kure pour Saipan, où ils rejoignent un convoi de troupes naviguant vers les îles Midway. En raison de la lourde défaite japonaise lors de la bataille de Midway, l'opération d'invasion est annulée et le convoi se déroute sans combattre. L'Escadron rentre donc à Kure.
Le 14 juillet, le Hatsukaze et la Desdiv 16 est réaffecté dans la 10e Escadron de destroyer (« Desron 10 »), dans la 3e Flotte. Le 16 août, la Desron 10 quitte Kure, escortant la Flotte vers Truk. Le 24 août, la Desron 10 escorte la Force de l'amiral Chūichi Nagumo lors de la bataille des Salomon orientales. Durant les mois de septembre et octobre, l'Escadron accompagne la Flotte de patrouille de Truk jusqu'aux îles Salomon. Le 26 octobre, lors de la bataille des Îles Santa Cruz, l'Escadron accompagne la Force de Frappe, puis escorte les porte-avions endommagés Shōkaku et Zuihō jusqu'à Truk le 28 octobre. Le 4 novembre, la Desron 10 escorte le Zuikaku de Truk à Kure, elle effectue ensuite une formation en mer intérieure de Seto puis escorte de nouveau le Zuikaku de Truk aux îles Shortland en janvier 1943.
Le 10 janvier, alors qu'il prend part à un « Tokyo Express » à Guadalcanal, le Hatsukaze contribue au naufrage des PT boat PT-43 et PT-112 américains. Il est lourdement endommagé par une torpille d'un PT-boat (peut-être le PT-112) du côté bâbord. Ne naviguant plus qu'à une vitesse de 18 nœuds, le navire fait route vers Truk pour des réparations d'urgence avant d'arriver à Kure pour des réparations plus approfondies. En septembre, le Hatsukaze et la Desron 10 escortent le cuirassé Yamato de Kure à Truk. Entre fin septembre et fin octobre, la Desron 10 escorte la Flotte principale de Truk à Eniwetok avant de faire le trajet inverse en réponse aux raids aériens américains dans le Pacifique central. Entre ces deux missions, le Hatsukaze quitte brièvement Truk début d'octobre 1943 pour aider le pétrolier Hazakaya, torpillé par un sous-marin américain.
Le 2 novembre 1943, le Hatsukaze est percuté par le croiseur Myōkō lors de la bataille de la baie de l'Impératrice Augusta. Gravement endommagé, il est achevé par les navires de la Task Force 39 du contre-amiral Aaron S. Merrill à la position 6° 01′ S, 153° 58′ E. Le commandant Buichi Ashida et 163 hommes d'équipage décèdent dans le naufrage.
Il est rayé des registres le 5 janvier 1944.